# Gary Grest
Gary Stephen Grest  (* 22. November 1949 in New Orleans) ist ein US-amerikanischer Physiker.
Grest studierte Physik an der Louisiana State University mit dem Bachelor-Abschluss 1971, dem Master-Abschluss 1973 und der Promotion 1974. Als Post-Doktorand war er an der Rutgers University und 1977/78 Chaim Weitzmann Fellow und Forschungsassistent am James Franck Institut der Universität Chicago. 1979 bis 1981 war er Assistant Professor an der Purdue University. Ab 1981 war er an den Exxon Forschungslaboratorien, ab 1984 als Senior Staff Physicist. Ab 1998 ist er an den Sandia National Laboratories, wo er Distinguished Member of the Technical Staff ist. Außerdem ist er Distinguished Sandia National Laboratories Professor an der University of New Mexico.  Seit 2009 ist er auch Adjunct Professor in der Fakultät für Chemie der Clemson University.
Er untersucht Struktur und Dynamik von Polymeren und komplexen Fluiden, granulare Materialien, Emulsionen und Kolloide, zum Beispiel in der Identifizierung typischer Zeit- und Längenskalen der jeweiligen Systeme und Vergleich mit solchen aus numerischer Simulation.
2008 erhielt er den Aneesur-Rahman-Preis für bahnbrechende Entwicklung von numerischen Methoden und ihrer Anwendung bei der Untersuchung weicher Materie einschließlich Polymeren, Kolloiden und granularen Systemen (Laudatio).  Er ist Fellow der American Physical Society (1989), erhielt 2002 den Humboldt-Forschungspreis und war Sloan Research Fellow. 2011 erhielt er den Polymer Physics Prize. 2008 wurde er Mitglied der National Academy of Engineering.
2002 wurde er Herausgeber von Physical Review E.

## Schriften (Auswahl)
- M. H. Cohen, G. S. Grest: Liquid-glass transition, a free-volume approach, Physical Review B, Band 20, 1979, S. 1077
- G. S. Grest, M. H. Cohen: Liquids, Glasses, and the Glass Transition: A Free-Volume Approach, Advances in Chemical Physics, 1981, S. 455–525
- M. P. Anderson, D.J. Srolovitz, G. S. Grest, P. S. Sahni: Computer simulation of grain growth—I. Kinetics, Acta Metallurgica, Band 32, 1984, S. 783–791, Teil 2, S. 793–802
- G. S. Grest, K. Kremer: Molecular dynamics simulation for polymers in the presence of a heat bath, Physical Review A, Band 33, 1986, S. 3682
- M. O. Robbins, K. Kremer, G. S. Grest: Phase diagram and dynamics of Yukawa systems, J. of Chemical Phywsics, Band 88, 1988, S. 3286–3312
- M. P. Anderson, G. S. Grest, D. J. Srolovitz: Computer simulation of normal grain growth in three dimensions, Philosophical Magazine B, Band 59, 1989, S. 293–329
- K. Kremer, G. S. Grest: Dynamics of entangled linear polymer melts: A molecular‐dynamics simulation, The Journal of Chemical Physics, Band 92, 1990, S.  5057–5086
- P. A. Thompson, G. S. Grest, M. O. Robbins: Phase transitions and universal dynamics in confined films, Phys. Rev. Lett., Band 68, 1992, S. 3448
- G. S. Grest, M. Murat: Molecular dynamics study of dendrimer molecules in solvents of varying quality, Macromolecules, Band 29, 1996, S. 1278–1285
- L. E. Silbert, D. Ertas, G. S. Grest, T. C. Halsey, D. Levine, S. J. Plimpton: Granular flow down an inclined plane: Bagnold scaling and rheology, Phys. Review E, Band 64, 2001, S. 051302
- L. E. Silbert, D. Ertas, G. S. Grest, T. C. Halsey, D. Levine: Geometry of frictionless and frictional sphere packings, Physical Review E, Band  65, 2002, S. 031304
- R. Everaers, G. S. Grest u. a.: Rheology and microscopic topology of entangled polymeric liquids, Science, Band 303, 2004, S. 823–826
- J. T. Kalathi, U. Yamamoto, K. S. Schweizer, G. S. Grest, and S. K. Kumar, Nanoparticle Diffusion in Polymer Nanocomposites, Phys. Rev. Lett. 112, 108301 (2014).
- A. Agrawal, D. Perahia, and G. S. Grest, Clustering Morphology in Ionic Polymers: Molecular Dynamics Simulations, Phys. Rev. E 92, 022601 (2015).
- K. M. Salerno, A. Agrawal, D. Perahia, and G. S. Grest, Resolving Dynamic Properties of Polymers through Coarse-Grained Computational Studies, Phys. Rev. Lett. 116, 058302 (2016).
- A. Agrawal, D. Perahia and G. S. Grest, Cluster Morphology-Polymer Dynamics Correlations in Sulfonated Polystyrene Melts: Computational Study, Phys. Rev. Lett. 116, 158001 (2016).
- G. S. Grest, Communication: Polymer Entanglement Dynamics: Role of Attractive Interactions, J. Chem. Phys. 145, 141101 (2016).
- S. Cheng and G. S. Grest, Dispersing Nanoparticles in a Polymer Film via Solvent Evaporation, ACS Macro Lett. 5, 694 (2016).
- D. Aryal, G. S. Grest and D. Perahia, Soft Nanoparticles: Nano Ionic Networks of Structured Ionic Polymers, Nanoscale 9, 2117 (2017).
- T. Ge, J. T. Kalathi, J. D. Halverson, G. S. Grest and M. Rubinstein, Nanoparticle Motion in Entangled Melts of Non-Concatenated Ring Polymer, Macromolecules 50, 1749 (2017).
- D. Aryal, A. Agrawal, D. Perahia, and G. S. Grest, Structure and Dynamics Ionic Block Copolymer Melts: Computational Study, Macromolecules 50, 7388 (2017).
- T. Ge, G. S. Grest, and M. Rubinstein, Nanorheology of Entangled Polymer Melts, Physical Review Letters 120, 057801 (2018).